# 노마 진 닐슨

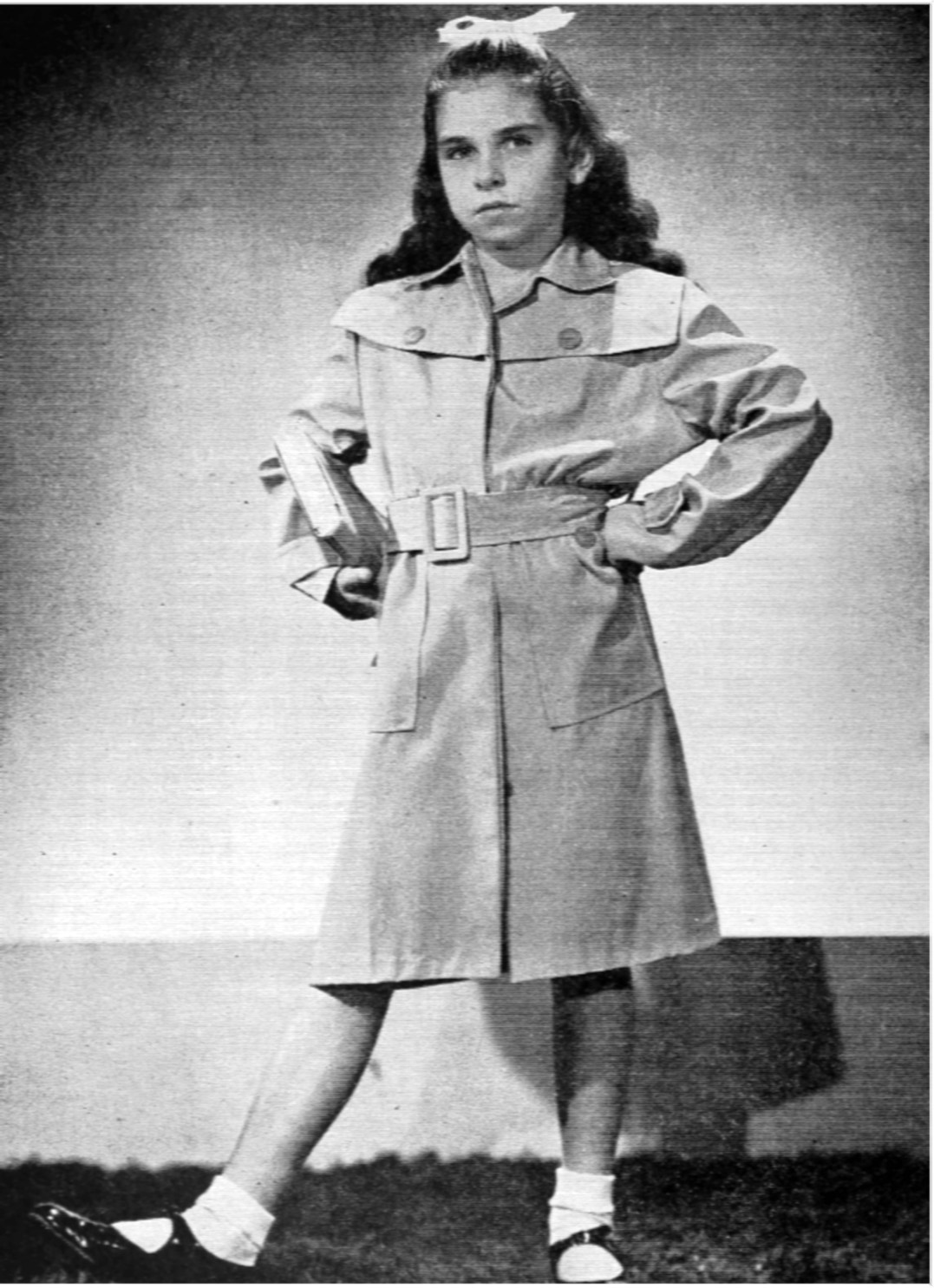

노마 진 닐슨(Norma Jean Nilsson, 1938년 1월 1일 ~ )은 미국의 배우, 텔레비전 배우, 영화배우이다.

## 영화
- 여배우 (1953년)
- 일곱 번째 희생자 (1943년)